# Takanobu Saitō
Pour les articles homonymes, voir Saito.
Takanobu Saitō (斎藤高順, Saitō Takanobu), aussi connu sous le nom de Kojun Saitō, né le 8 décembre 1924 à Tokyo et mort le 11 avril 2004, est un compositeur japonais de musique de film.
Il est surtout connu pour avoir composé les musiques de plusieurs films de Yasujirō Ozu. Il est également le compositeur d'un quatuor à cordes.

## Compositions

### Œuvres pour orchestre
- 1955 Symfonie, pour orchestre de chambre

### Œuvres pour orchestre d'harmonie
- 1967 Our Glory, musique de cérémonie
- 1973 A return to nature
- 1974 Four Seasons of Emerald, suite
  1. Wakasa Wan spring
  2. Okinawa's summer
  3. Towada autumn
  4. Okhotsk in the winter
- 1975 Sora (ciel)
- 1976 Concertino, pour orchestre d'harmonie
- An Autumn Afternoon (chanson thème du film) and polka
- Blue Impulse
- Fantasy-style march, "Marching Escargot"
- Flying Express
- Gleaming Crown Of Victory
- Lovers of TEYUBA
- March can not walk
- March "Over the Galaxy"
- March "To shine silvery"
- March "Ogasawara sea and sky,"
- Silver Wings
- Symphonic Poem "Empty"
- Symphonic Poem "Mother Sea"
- Symphonic Poem "Only One Earth"
- Symphonic Poem "return to nature
- Theme song from the movie's "Equinox Flower"
- Tokyo Story (theme from the movie) and Nocturne

### Œuvres chorales
- 1959 Rabbit's story, pour chœur mixte et piano
- 1969 Carnation, pour chœur de femmes et piano - texte de Satsuma Tadashi
- 1977 Yan return, pour chœur de femmes et piano - texte de Natori Kazuhiko

### Musique de chambre
- 1998 Fantastic Divertiment, pour violoncelle et contrebasse
- 1952 Kwartet, pour quatuor de saxophones
- Strijkkwartet

### Œuvres pour piano
- Hee-style fantasy

## Filmographie
- 1953 : Voyage à Tokyo (東京物語, Tōkyō monogatari?) de Yasujirō Ozu
- 1955 : La lune s'est levée (月は昇りぬ, Tsuki wa noborinu?) de Kinuyo Tanaka
- 1955 : Maternité éternelle (乳房よ永遠なれ, Chibusa yo eien nare?) de Kinuyo Tanaka
- 1956 : Printemps précoce (早春, Soshun?) de Yasujirō Ozu
- 1957 : Crépuscule à Tokyo (東京暮色, Tōkyō boshoku?) de Yasujirō Ozu
- 1958 : Fleurs d'équinoxe (彼岸花, Higanbana?) de Yasujirō Ozu
- 1955 : Nuages flottants (浮雲, Ukigumo?) de Mikio Naruse
- 1959 : Herbes flottantes (浮草, Ukigusa?) de Yasujirō Ozu
- 1960 : Fin d'automne (秋日和, Akibiyori?) de Yasujirō Ozu
- 1962 : Le Goût du saké (秋刀魚の味, Sanma no aji?) de Yasujirō Ozu